# Pölanevattnet
Pölanevattnet är en sjö i Munkedals kommun i Bohuslän och ingår i Örekilsälvens huvudavrinningsområde. Sjön är 6,7 meter djup, har en yta på 0,02 kvadratkilometer och befinner sig 152,5 meter över havet.